# Severin na Kupi
 Severin na Kupi  falu Horvátországban, a Tengermellék-Hegyvidék megyében. Közigazgatásilag  Vrbovskóhoz tartozik.

## Fekvése
Fiumétól 58 km-re keletre, községközpontjától 9 km-re északkeletre, a Kulpa jobb partján, a szlovén határ mellett fekszik.

## Története
Szeverin várkastélyának építési ideje nem ismert, a történeti kutatások építését a 15. századra teszik amikor ez a terület már a Frangepán család birtoka volt. Első írásos említése 1558-ban történt. A 16. században a Frangepánok és Zrínyiek a török elleni harc érdekében egyesítették erőiket és megosztották javaikat. Szeverin átmenetileg a Zrínyiek birtokába került, de 1580-ban Zrínyi György átengedte Frangepán Gáspárnak, majd Frangepán Farkas lett a birtokosa. A család egészen 1671-ig megtartotta, amikor Frangepán Ferenc Kristófot felségárulás vádjával kivégezték, javait pedig elkobozták. 1682-ben I. Lipót az Orsich családnak adta. 1776-ban Mária Terézia rendeletére létrehozták Szeverin vármegyét, melynek névadója és székhelye Szeverin vára volt. 1786-ban II. József a vármegye jövedelmeit kevésnek találva megszüntette és területét felosztotta. Az Orsichok 1803-ban a várkastélyt átépítették és ekkor nyerte el mai formáját. Orsich Károlytól  1823-ban Vranyczany Ambróz vásárolta meg, majd a II. világháború előtt Vladimir Arko zágrábi vállalkozó tulajdona. A kastély, az illír felvilágosodás idején, a hazafiak gyülekezőhelye volt. A háború után államosították, és bár az 1980-as években még rendbehozták állapota egyre romlik.
A településnek 1857-ben 102, 1910-ben 104 lakosa volt. Trianonig Modrus-Fiume vármegye Vrbovskói járásához tartozott. 2011-ben  118 lakosa volt.

## Lakosság
| Lakosság változása | Lakosság változása | Lakosság változása | Lakosság változása | Lakosság változása | Lakosság változása | Lakosság változása | Lakosság változása | Lakosság változása | Lakosság változása | Lakosság változása | Lakosság változása | Lakosság változása | Lakosság változása | Lakosság változása | Lakosság változása |
| ------------------ | ------------------ | ------------------ | ------------------ | ------------------ | ------------------ | ------------------ | ------------------ | ------------------ | ------------------ | ------------------ | ------------------ | ------------------ | ------------------ | ------------------ | ------------------ |
| 1857               | 1869               | 1880               | 1890               | 1900               | 1910               | 1921               | 1931               | 1948               | 1953               | 1961               | 1971               | 1981               | 1991               | 2001               | 2011               |
| 102                | 166                | 170                | 178                | 162                | 104                | 93                 | 98                 | 123                | 133                | 128                | 137                | 118                | 209                | 157                | 118                |

## Nevezetességei
Szeverin várkastélya a Kulpa jobb partján emelkedő kisebb magaslaton áll.  A várkastély valószínűleg a 15. században épült. Az Orsichok 1803-ban átépítették és ekkor nyerte el mai formáját. A várkastély egyemeletes, négyszögletes alaprajzú, déli sarkain egy-egy hengeres toronnyal. Bejárata a keleti oldalon van, melyen keresztül árkádos négyszögletes belső udvarba jutunk. Az épületet leromlott állapotú park övezi, itt áll az elhagyatott Szent Flórián kápolna. A várkastély állapota is nagyon rossz, ablakai kitörtek, belső udvarán fák nőttek és felverte a gaz, alapos felújításra szorul. Nagyszerű kilátás nyílik innen a Kulpa völgyére és az átellenben levő szlovén Riblje településre. 